# Camponotus declivus
Camponotus declivus är en myrart som beskrevs av Santschi 1922. Camponotus declivus ingår i släktet hästmyror, och familjen myror. Inga underarter finns listade.